# علی شمشیری(ورزشکار)
علی شمشیری (زادهٔ ۱۱ بهمن ۱۳۷۱ در بوشهر) ورزشکار پرتاب دیسک اهل ایران است.